# Даниловский переулок
Дани́ловский переу́лок (название с XIX века) — переулок в Южном административном округе города Москвы на территории Даниловского района.

## История
Переулок получил своё название в XIX веке по близости к Данилову монастырю.

## Расположение
Даниловский переулок проходит от Павловской улицы на юго-восток до улицы Даниловский Вал. По Даниловскому переулку не числится домовладений.

## Транспорт

### Наземный транспорт
По Даниловскому переулку не проходят маршруты наземного общественного транспорта. У юго-восточного конца переулка, на улице Даниловский Вал, расположена остановка «Свято-Данилов монастырь» трамваев 3, 38, 39.

### Метро
- Станция метро «Тульская» Серпуховско-Тимирязевской линии — юго-западнее переулка, между Большой Тульской улицей и Большим Староданиловским, 1-м Тульским и Холодильным переулками.

### Железнодорожный транспорт
- Платформа Тульская Павелецкого направления Московской железной дороги — юго-западнее переулка, между Новоданиловской набережной и Холодильным переулком.